# Impresora braille

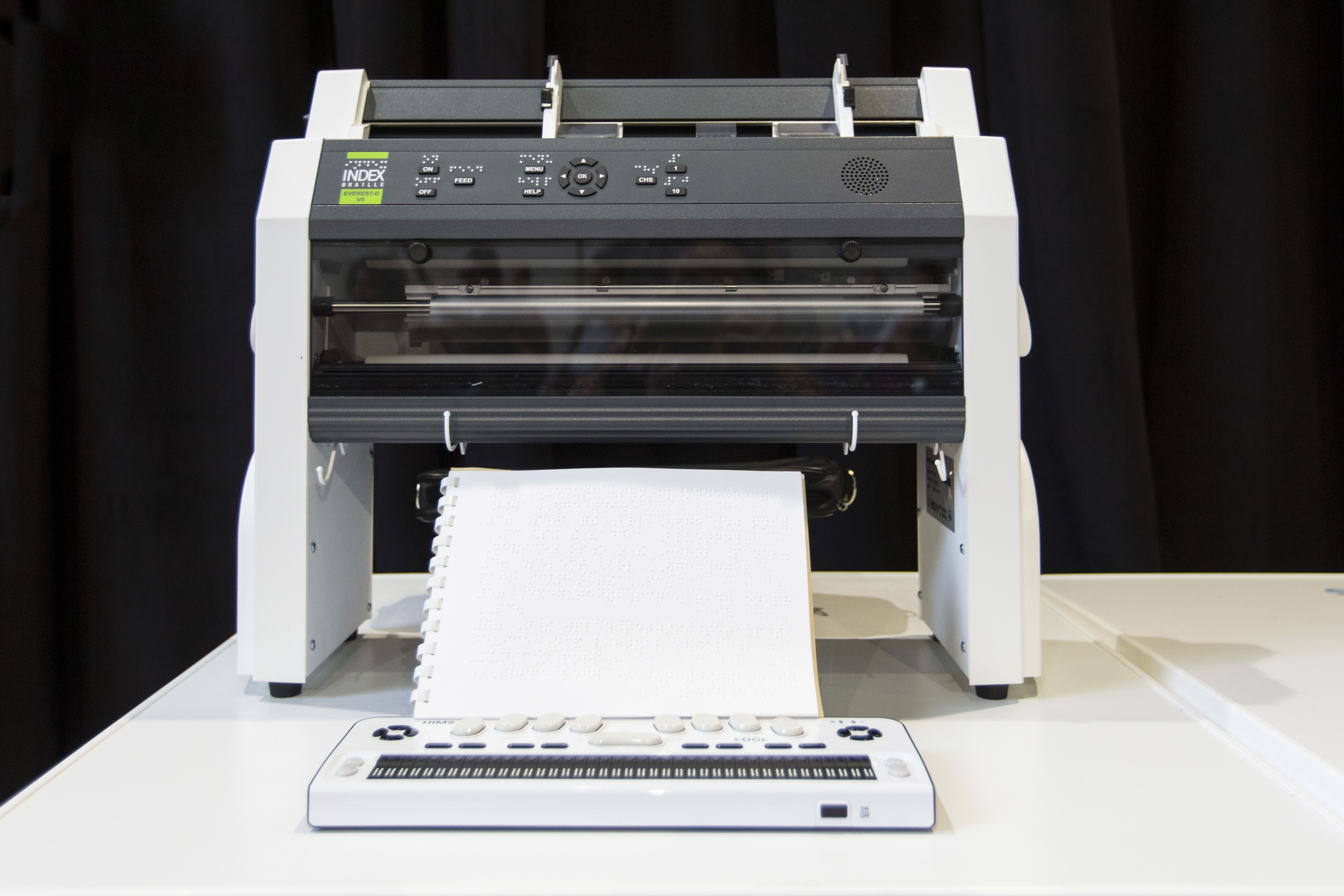
Impresora braille con hojas impresas y un teclado al frente.

Una impresora braille es un dispositivo electrónico que permite imprimir textos e imágenes simples empleando puntos percutidos en papel y otros soportes parecidos.

## Descripción
El aspecto de una impresora braille no difiere demasiado de una impresora convencional. Suelen disponer de una bandeja de entrada y otra de salida. Su tamaño puede ser algo mayor. Esto es debido principalmente a las dimensiones del papel que se emplea 
Hoy en día existen en el mercado impresoras portables de peso y dimensiones reducidas, de manera que es posible llevarlas a clase, reuniones de trabajo, etc.
Hay impresoras de papel continuo y de papel previamente cortado en diversos formatos.
Muchas impresoras permiten marcar puntos braille por las dos caras del papel. Para conseguirlo se ajustan los puntos de manera que no coincidan en ambas caras. Debido a la naturaleza del braille, con unas medidas establecidas y márgenes entre los puntos, no es difícil diseñar el mecanismo para conseguirlo.

## Formato braille
Este tipo de impresoras permiten imprimir braille convencional de 6 puntos, y algunas de ellas también permiten el de 8 puntos.
Al igual que en las impresoras de tinta se pueden realizar dibujos simples con los caracteres, en las impresoras braille podemos emplear los puntos para realizar dibujos en el papel de manera que la persona ciega pueda sentirlos al tocarlos.

## Funcionamiento

### Mecanismo de percutores
Una impresora braille es prácticamente igual a una impresora de tinta, láser o térmica. La principal diferencia está en el mecanismo de impresión. Si en los formatos anteriores se realizaba a través de chorros de tinta, tóner o dispositivos térmicos, en este caso se utilizan percutores.
Los percutores realizan la misma función que un punzón para escribir braille. Estos son lanzados contra el papel con la fuerza suficiente para que lo marquen, sobresaliendo los puntos por la cara contraria a la percutida. La fuerza que se aplica al papel debe ser suficiente para que la persona ciega pueda sentir el punto, pero no puede ser excesiva para evitar perforar el papel o el desgaste prematuro de los puntos.

### Tipos de conexión
Las impresoras braille utilizan los mismos tipos de conexión que las impresoras convencionales. Los modelos más antiguos utilizan la línea serie y/o el cable paralelo. Actualmente las impresoras pueden utilizar las conexiones USB, bluetooth, etc.

### Transmisión de la información a la impresora
De igual manera que en las impresoras convencionales el dispositivo al que se conecta la impresora braille debe enviar la información que se debe imprimir. Las impresoras más simples deben enviar la información codificada en braille para que el dispositivo la pueda imprimir. Esto quiere decir que previamente se ha tenido que pasar el texto a un formato braille, incluidos los símbolos adicionales de número y de mayúsculas.
En algunas impresoras más evolucionadas es posible enviar el texto directamente a la impresora y esta es capaz de interpretarla y de escribir el texto adecuadamente.